# 地質成熟度
地質成熟度（英語：Maturity）是衡量岩石中的碳氫化合物的生成狀態。是通過結合使用地球化學和盆地建模技術來確定的。
含有高總有機碳的岩石（稱為烴源岩）在高溫度下，其有機分子會緩慢成熟為碳氫化合物。 因此，烴源岩大致分為未成熟（無生烴）、亞成熟（有限生烴）、成熟（廣泛生烴）和過成熟（大部分烴已生成）。烴源岩的成熟度也可用作其碳氫化合物潛力的指標。 也就是說，如果一塊岩石是次成熟的，那麼它比過成熟的岩石產生更多碳氫化合物的潛力要高得多。。